# 15cm hrubá houfnice M 14
15cm hrubá houfnice M 14 byla těžká houfnice, kterou vyráběla firma Škoda Plzeň.
Zbraň se účastnila první světové války, v jejímž průběhu byla modernizována a byl vyráběn typ M 14/16, který měl lepší parametry. Po ukončení války získaly tuto zbraň všechny nástupnické státy Rakouska-Uherska, ale též Itálie jako odškodnění.
V meziválečném období byla ve výzbroji Československé armády a výrobce Škoda Plzeň tuto houfnici vyráběl v dalších modernizacích, které již byly uzpůsobeny motorové trakci, měly ochranný štít a další vylepšení.
Po okupaci Československa získalo čs. houfnice Německo, které je spolu s dalšími státy používalo ještě za druhé světové války.

## Údaje
- Produkce: 1914 - 1918
- Hmotnost: 2344 kg (M.14), 2765 kg (vz. 14/16)
- Délka: 2,09 m (M.14), 2,12 m (vz. 14/16)
- Hmotnost náboje: 41 (nebo 42) kg
- Ráže: 149,1 mm
- Délka hlavně: L/14
- Přeprava: koňský potah
- Odměr: -5 ° až 43 ° (M.14), -5 ° až +70 ° (vz. 14/16)
- Náměr: 5 ° (M.14), 8 ° (vz. 14/16)
- Rychlost střelby: 1-2 rány / min
- Úsťová rychlost: 300 m/s (M.14), 336 m/s (vz. 14/16)
- Dostřel: 6900 m (M.14), 8760 m (vz. 14/16)

## Uživatelé
- Rakousko-Uhersko
- Rakousko
- Maďarsko
- Rumunsko
- Československo
- Německo
- Slovensko
- Itálie